# エフエム伊東

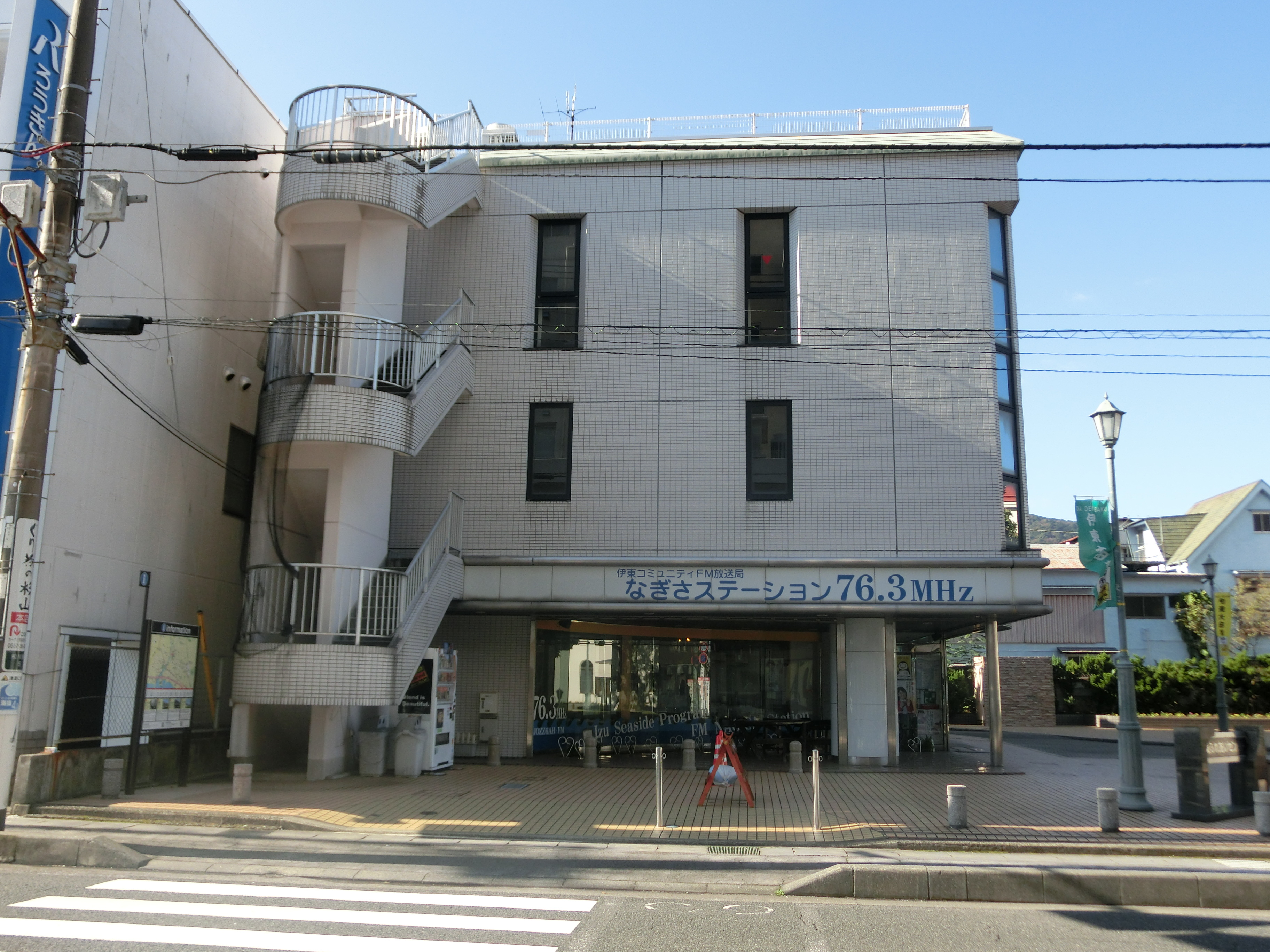
エフエム伊東が1階に入居する、伊東ふれあいセンター。

エフエム伊東株式会社（エフエムいとう）は、静岡県伊東市の一部地域を放送区域として超短波放送（FM放送）をする特定地上基幹放送事業者である。
なぎさステーションの愛称でコミュニティ放送をしている。

## 概要
- 可聴範囲は、伊東市全域[1]、伊豆市・熱海市・神奈川県（湘南エリア）の一部[2]。
- 自社製作番組以外の時間帯は、ミュージックバードなどを放送している。
- 毎日午前4時基点で、在静民放局（SBSラジオ・K-MIX）とは異なり、日曜日も含め完全24時間放送となっている。
- 2019年7月1日より、JCBAインターネットサイマルラジオにて配信を開始。（対象地域は日本全国）

## 主な番組
★マークは生放送番組。
帯番組
- 伊東シティインフォメーション 伊東市の行政情報※市役所にあるスタジオからも放送している。
  - 平日：4:44・7:44・13:00・18:30
  - 土日：4:44・8:14・12:30・17:44（土曜）・19:00（日曜）
- ★なぎさMorning Wave（月曜 - 金曜 7:30 - 9:00）
  - 7:45 - 交通情報
  - 7:00 - 伊豆新聞ニュース
  - 8:00 - 天気予報
  - 8:08 - 伊東温泉けいりん情報
  - 8:20 - 今日の一言
  - 8:45 - 交通情報
  - 8:50 - 今日の運勢
- ★なぎさSeaside Tune（月曜 - 金曜 11:00 - 13:00）
  - 11:05 - スーパーナガヤ[3]情報
  - 11:30 - 道の駅伊東マリンタウン[4]テナント情報
  - 11:30 - ホットトピックス
  - 11:45 - 交通情報
  - 11:50 - 伊東温泉情報
  - 12:00 - 観光情報
  - 12:15 - 今日のお知らせ
  - 12:45 - 天気予報
- ★なぎさDriving Navi（月曜 - 金曜 17:30 - 18:30）
  - 17:40 - 交通情報
  - 17:45 - 観光情報
  - 18:00 - 道の駅伊東マリンタウンテナント情報
  - 18:10 - 伊東温泉けいりん情報
  - 18:15 - 天気予報

日別番組
- 星空スケッチ（月曜 14:00 - 14:30、水曜 20:00 - 20:30、金曜（土曜深夜） 0:00 - 1:00、日曜 11:00 - 11:50）
- 昭和・平成⭐︎エンタメトーク（月曜・木曜 19:00 - 19:30）
- カンナユリの旅するK-POP（月曜 21:00 - 22:00、木曜 23:00 - 0:00） - 全国コミュニティFM各局に放送している。
- なぎさペットクリニック（火曜 14:00 - 15:00、木曜 20:00 - 21:00、土曜 6:00 - 7:00、18:00 - 19:00）
- 島田須可子のつれづれビート（火曜 19:30 - 20:00、日曜 10:30 - 11:00）
- たびのじかん（金曜 19:00 - 19:30）
- ROYAL comfort Life is one time（金曜 20:00 - 21:00）
- ★SUTUDAY☆ISLAND（土曜 8:30 - 10:00）
- ★SUNDAY☆ISLAND（日曜 8:30 - 10:00）
  - 8:35 - 交通情報
  - 8:40 - 伊豆新聞ニュース
  - 9:00 - 道の駅伊東マリンタウンテナント情報
  - 9:15 - 観光情報
  - 9:20 - 伊東温泉けいりん情報
  - 9:30 - 天気予報
- ★なぎ散歩（土曜・日曜 13:00 - 15:00）
  - 13:10 - 伊東温泉けいりん情報
  - 12:20 - 交通情報
  - 13:25 - おでかけNavi
  - 13:30 - 観光情報
  - 14:00 - ♯IZU
  - 14:20 - 交通情報
  - 14:25 - 天気予報
  - 14:30 - バースデーアーティスト
- ★Driving Navi Satuday（土曜 17:00 - 17:44）
  - 17:10 - 交通情報
  - 17:15 - 天気予報
  - 17:20 - 伊東温泉けいりん情報
  - 17:30 - 道の駅伊東マリンタウンテナント情報
  - 17:40 - 交通情報
- フルヤトモヒロ ito cool sounde（土曜 19:00 - 19:30）
- K-PRO ラジオスタリオン（土曜 19:30 - 20:00）
- 遊タイム（土曜 20:00 - 20:30）
- Only WANのワンダフルライフ〜愛犬の為の飼い主塾〜（土曜 20:30 - 21:00）
- 甘党男子 夜のお茶会（土曜 21:00 - 21:30）
- 働くあなた応援するライフハック（日曜 15:00 - 15:30）
- シャンソンとともに（日曜 19:30 - 20:00）

## 歴史
1998年（平成10年）2月4日、資本金5,000万円にて創立。筆頭株主は1,200万円出資した伊東市である。同年5月3日開局。市役所からの情報を伝える番組を予定するほか、災害対応として市と放送局は緊急情報放送に関する協定を結んだ。経営については創立以来不調が続き、累積欠損金の解消が困難な状況となったため、2016年（平成28年）6月30日開催の定時株主総会において筆頭株主の市の要求により役員が総辞職した。また、経営を安定させるため、市は平成29年度一般会計補正予算により金融機関からの借入金返済のための貸付を行った。令和3年度伊東市一般会計予算には、2021年夏からの市庁舎災害対策室に放送機能移設、アンテナ移設、中継局設置がコミュニティエフエム放送局設備整備事業として計上され、災害時の情報伝達強化が図られている。
2022年2月8日、大室山から送信所が移転され、伊東市川奈の小室山に変更（出力も10W → 20Wに増力）された。また、同日付で八幡野中継局（出力20W）が新たに設置された。